# Полленца
Полленца (італ. Pollenza) — муніципалітет в Італії, у регіоні Марке, провінція Мачерата.
Полленца розташована на відстані близько 170 км на північний схід від Рима, 45 км на південь від Анкони, 9 км на південний захід від Мачерати.
Населення — 6635 осіб (2014).
Щорічний фестиваль відбувається 24 червня. Покровитель — святий Іван Хреститель.

## Демографія
Населення за роками:

Станом на 1 січня 2023 року в муніципалітеті офіційно проживало 308 іноземців з 44 країн, серед них 54 громадяни країн Євросоюзу та 15 громадян України.

## Сусідні муніципалітети
- Мачерата
- Сан-Северино-Марке
- Толентіно
- Трея